# Pogona

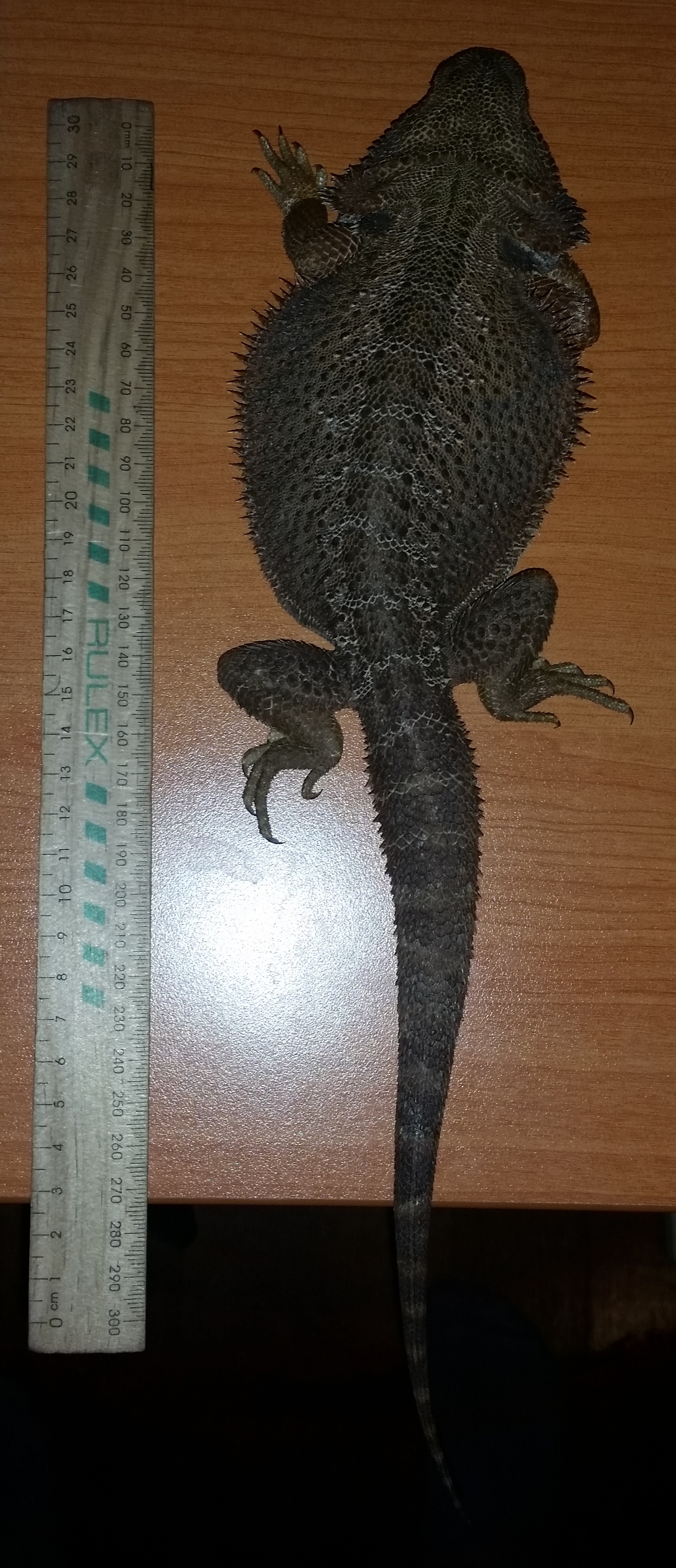
Adult en captivitat de més de 30 cm

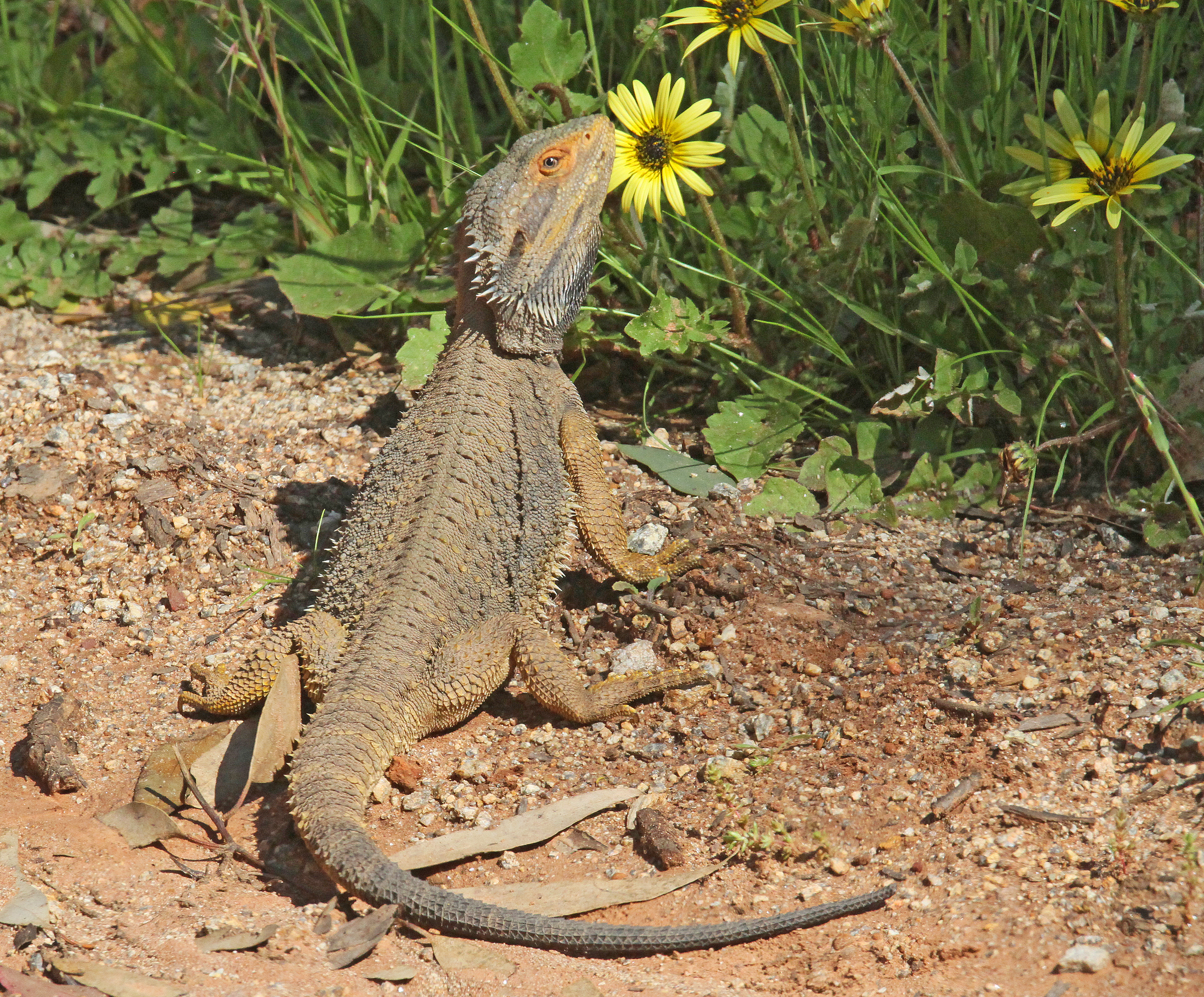
Dragó barbut a la reserva natural de Galore Hill, Nova Gal·les del Sud, Austràlia

La Pogona és un gènere de rèptils que conté vuit espècies de llangardaixos, que sovint es coneixen amb el nom comú de dragons barbuts. El nom de "dragó barbut" es refereix a la part inferior de la gola (o "barba") del llangardaix, que pot tornar-se negre i inflar-se per diverses raons, sovint com a resultat de l'estrès, si se senten amenaçats, o estan intentant atraure una parella. Són una espècie semiarbòria, que passen quantitats importants de temps a les branques, als arbustos i prop de l'habitatge humà. Les espècies de Pogona es prenen a les roques i les branques exposades al matí i a la tarda i dormen a la nit, fent-les una espècie diürna. La seva dieta consisteix principalment en vegetació i alguns insectes. Es troben a gran part d'Austràlia i habiten entorns com els deserts i els arbustos.
El gènere Pogona pertany a la subfamília Amphibolurinae del grup dels llangardaixos Agamidae. Els dragó barbuts es caracteritzen pels seus caps amples i triangulars, els seus cossos aplanats i fileres i grups d'escates espinoses que cobreixen tot el seu cos. Mostren un gest amb la mà per mostrar la submissió (la major part de les vegades quan es reconeixen el territori d'un altre dragó barbut) i una mostra amb el cap per mostrar el domini entre els dragons. Alguns tenen la capacitat de canviar lleugerament de color en resposta a determinats estímuls, inclosos els reptes de rivalitat entre els homes i els canvis de temperatura ambient (per exemple, ennegrir-se per absorbir la calor). Els dragons barbuts es presenten en una varietat de colors i morfologies i poden anar des de ser totalment foscos fins a completament blancs en condicions de reproducció controlades. Els mascles creixen fins a 60 cm de llarg, i les femelles fins a 51 cm.
Els dragons barbuts viuen als boscos, als brucs, als deserts i a les dunes costaneres, amb la seva distribució s'estén per l'interior dels estats orientals fins a la meitat oriental del sud d'Austràlia i el sud-est del Territori del Nord. Es consideren semiarbòries i s'enfilen i prenen el sol a l'alçada amb força facilitat. Això també està relacionat amb el comportament de domini i la competència pel territori/zones de descans. Es poden trobar en arbres caiguts/trencats, afloraments rocosos i arbustos quan es prenen el sol. Molts dels locals australians han vist dragons barbuts als pals de les tanques i zones rocoses elevades. A la nit, prefereixen cavar forats per dormir, pujar als arbres o submergir-se a les roques i els agrada enfilar-se a les esquerdes i escletxes de les pedres i les coves.
Els dragons barbuts passen per un tipus d'hibernació anomenada brumació, en la qual com la hibernació, els rèptils passen mesos sense menjar, però beuen aigua esporàdicament. Quan les temperatures són extremes, existeix un rang molt reduït de temperatures a través del qual els cossos dels rèptils poden mantenir-se actius i on els seus cossos no poden tolerar la calor extrema i moren. Pateixen brumació si la temperatura baixa de 15,5-21,0 °C durant la nit i de 24,0-26,5 °C durant el dia durant 8-10 hores. Quan el clima és massa calent, sovint s'enterraran sota terra. També formaran caus més permanents o amagatalls coberts per utilitzar-los com a protecció contra els canvis climàtics a la nit i la depredació.

## Comportament
Els dragons barbuts adults són molt territorials. A mesura que creixen, estableixen territoris en els quals les mostres d'agressivitat i apaivagament formen part normal de les seves interaccions socials. Un mascle dominant adopta una posició dominant i de vegades es prepara per a una lluita per atacar un agressor masculí per defensar el territori, les fonts d'aliments o una femella. Qualsevol mascle que s'acosti sense mostrar un comportament submís és vist com un repte per al territori. Fins i tot se sap que els mascles agressius ataquen femelles que no mostren gestos de submissió a canvi.
Els dragons barbuts mascles adults poden mossegar amb més força que les femelles adultes, la qual cosa s'associa amb dimensions més grans del cap.
Els dragons barbuts es presenta en molts colors diferents. La mateixa barba s'utilitza per a exhibicions d'aparellament i agressivitat, així com per a la gestió de la calor. Forma part d'una sèrie de gestos i senyals a través dels quals els dragons tenen nivells bàsics de comunicació. Els dos sexes tenen barba, però els mascles es mostren amb més freqüència, especialment en els rituals de festeig. Les femelles també mostren les seves barbes com a senyal d'agressivitat. La barba s'enfosqueix, de vegades es torna negra, i s'infla durant la visualització. Els dragons barbuts també poden obrir la boca, a més d'inflar-se la barba per semblar més intimidant. Es pot observar un comportament extrem com els xiulets quan es senten amenaçats per depredador, inflant el cos i inclinant-se cap a l'amenaça en defensa. Els dragons barbuts tenen mandíbules relativament fortes, però sovint només ataquen com a últim recurs quan estan amenaçats fora de la competència amb la seva pròpia espècie.
Els moviments amb el cap és un altre comportament observat tant en mascles com en femelles; mouen ràpidament el cap amunt i cap avall, sovint enfosquint-se i aclarint les barbes. Es creu que els canvis en el ritme del moviment són una forma de comunicació. Els mascles es mouen amb el cap per impressionar les femelles, i un mascle sovint ha de demostrar el seu domini quan intenta aparellar-se abans que la femella cedeixi. Els mascles més petits sovint responen al cap d'un mascle més gran que es mou amb el braç, que és un signe de submissió. Les femelles també onegen els braços per evitar l'agressió, sovint com a resposta al moviment del cap d'un mascle. S'han vist dragons barbuts femelles baixant cap a terra i agitant el braç de manera intermitent mentre s'allunyaven d'un mascle dominant en un intent d'apaivagar-se o escapar.
També s'ha demostrat que els dragons barbuts perceben la il·lusió, concretament la il·lusió Delboeuf. En un experiment a la Universitat de Pàdua, es van presentar als dragons barbuts dos plats de diferents mides amb la mateixa quantitat d'aliment. Els dragons barbuts van triar el plat més petit més sovint que el més gran, demostrant que van ser capaços de percebre la il·lusió i interpretar que un plat més gran no sempre significa més menjar. Aquesta és la primera evidència que aquest comportament es mostra en una espècie de rèptil.

## Reproducció
Quan la brumació arriba a la seva fi, els dragons barbuts mascles surt a buscar parella. Es produeix un ritual de festeig on el mascle comença a moure el cap, agitar els braços i fa fortes trepitjades davant de la femella. El mascle persegueix la femella, li mossega la part posterior del coll i s'aferra a ella mentre es posa en posició per copular.
Durant el període de reproducció, les femelles dragons barbuts poden emmagatzemar esperma a les seves criptes oviductals. Això permet a les femelles posar una niuada d'11 a 30 ous, dues vegades d'un sol aparellament.
Els dragons barbuts presenten determinació del sexe per la temperatura; mentre l'embrió es desenvolupa, les temperatures més altes fan que els dragons amb un genotip masculí experimentin una inversió sexual i expressin un fenotip femení. Això produeix un dragó barbut que és una femella, però encara té un genotip masculí. Les temperatures d'incubació superiors als 31 °C poden provocar una inversió sexual, i la probabilitat d'una inversió sexual té una correlació positiva amb la temperatura de fins a 36 °C. Les temperatures d'incubació per sota dels 31 °C no poden provocar la inversió sexual. Sorprenentment, les femelles de dragons barbuts amb un genotip masculí no tenen moltes diferències amb les femelles genotípiques. Segons un estudi realitzat sobre la força de la mossegada, els dragons barbuts mascles tenen una força de mossegada més gran que les femelles genotípiques i les femelles de sexe invertit, però no es va observar cap diferència entre les femelles genotípiques i les femelles amb sexe invertit.

### Defectes congènits
Durant el desenvolupament d'un embrió, les anomalies poden provocar defectes de naixement. Aquestes anomalies poden ser causades per trastorns cromosòmics, productes químics o altres factors genètics o ambientals.
- El bicefalisme és quan neix un dragó barbut amb dos caps i un cos.[21]
- L'anasarca és quan un dragó barbut s'infla dins de l'ou. Observant els ous a la incubadora, sembla que un ou anasarca està suant. Es desconeix la causa.[21]
- El shistosoma reflexa és quan els òrgans d'un dragó barbut es desenvolupen fora del cos.[21]
- Defectes de la columna vertebral i de les extremitats, arran del deficiències nutricionals, traumes o problemes de temperatura durant el desenvolupament de la zona afectada.[21]
- La microftàlmia/anoftàlmia és quan neix amb ulls petits o sense ulls. La causa d'aquest defecte és un esdeveniment traumàtic o un esdeveniment ambiental que es va produir durant el desenvolupament dels ulls.[21]
- L'hermafroditisme és quan els òrgans reproductors tant masculins com femenins estan presents. Els dragons barbuts nascuts amb els dos òrgans reproductors són infèrtils.[21]

## Espècies
Hi ha sis espècies reconegudes:
- Pogona barbata (Cuvier, 1829) – Dragó barbut oriental
- Pogona henrylawsoni (Wells i Wellington, 1985) - Dragó de Rankin, dragó de Lawson, dragó barbut de terra negra, dragó amb barba, dragó barbut nan
- Pogona microlepidota (Glauert, 1952) - Dragó barbut de Kimberley, dragó barbut del riu Drysdale
- Pogona minor (Sternfeld, 1919) - Dragó barbut occidental, dragó barbut nan
- Pogona nullarbor (Badham, 1976) - Dragó barbut de Nullarbor
- Pogona vitticeps (Ahl, 1926) - Dragó barbut central o dragó barbut de l'interior

## Galeria

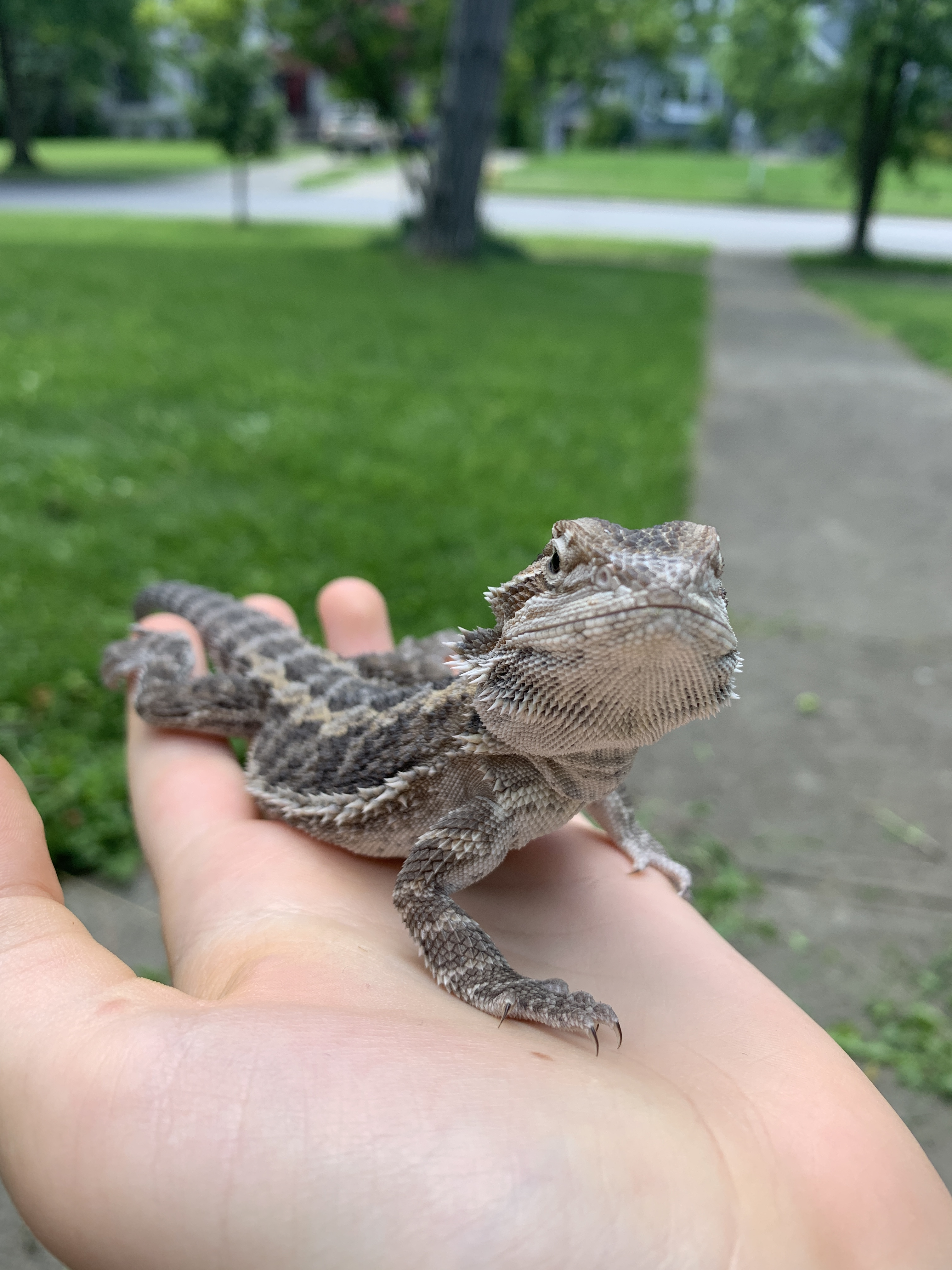
Dragó barbut de 3 mesos
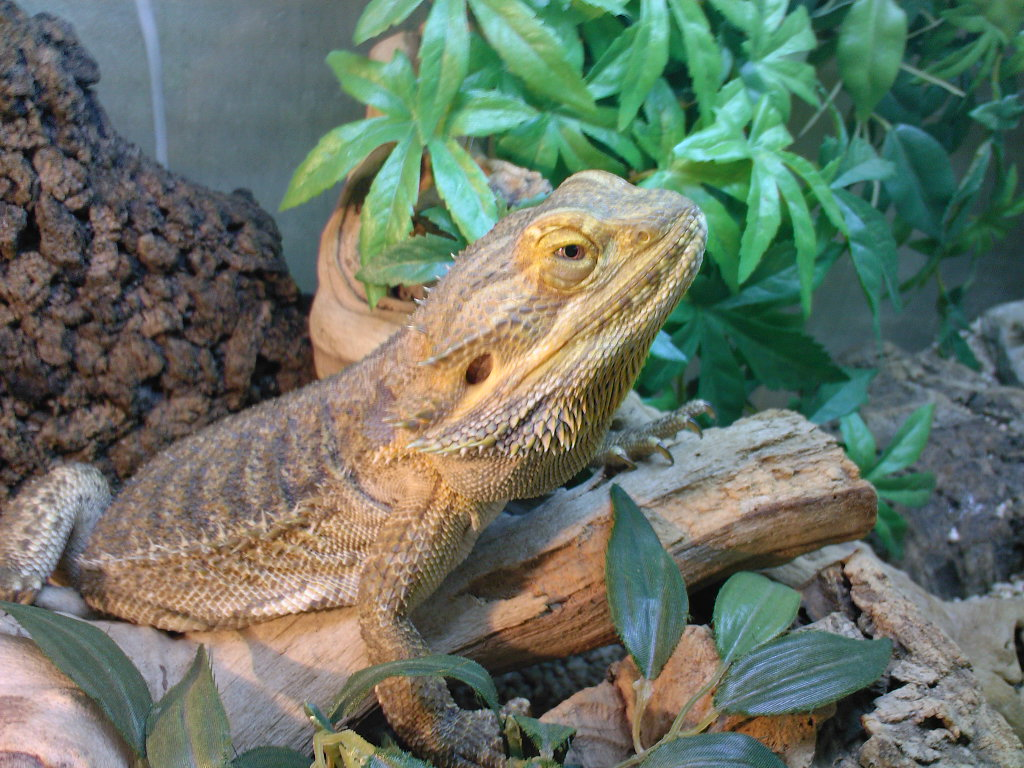
Mascle prenent el sol sota un llum
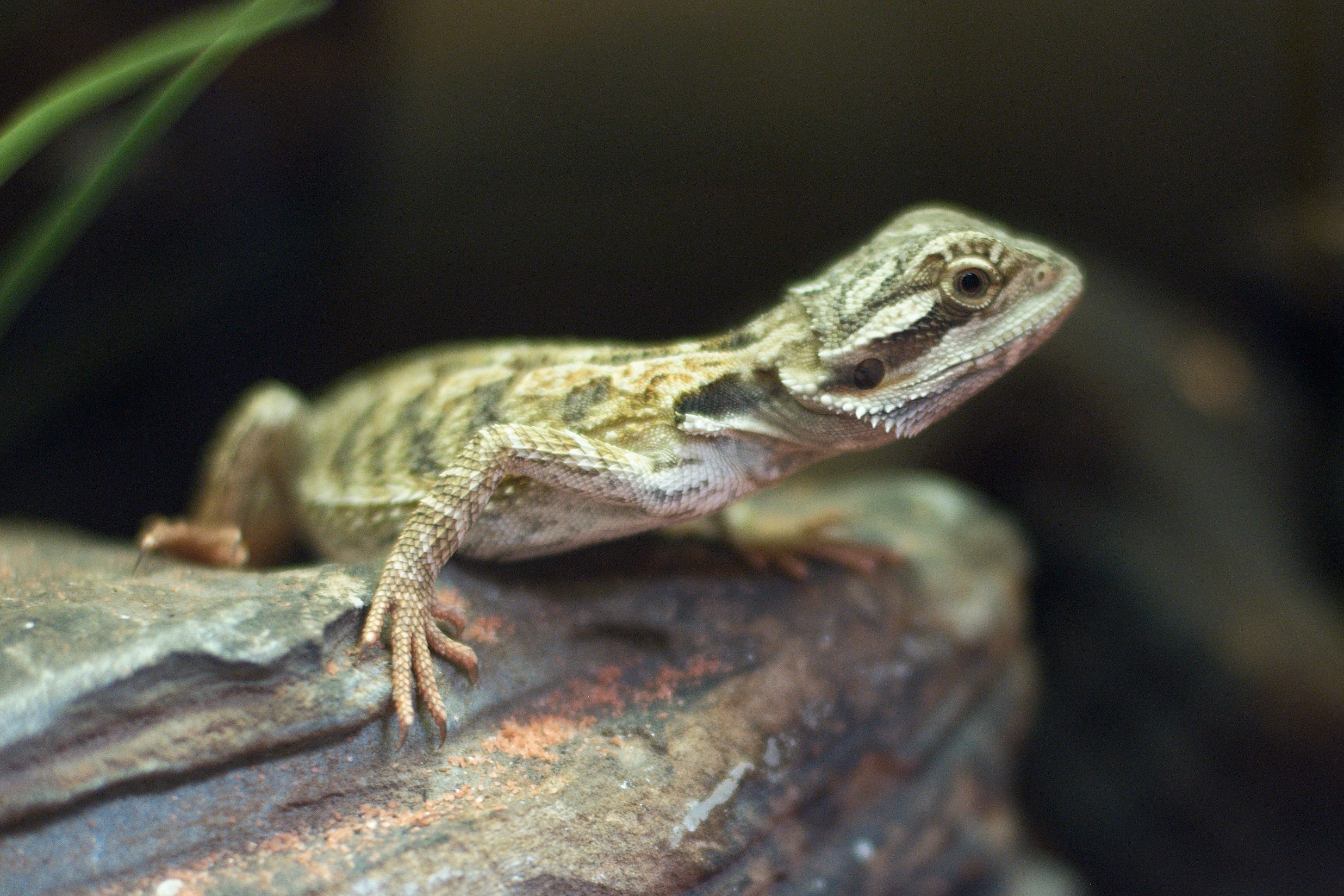
Cria de dragó barbut
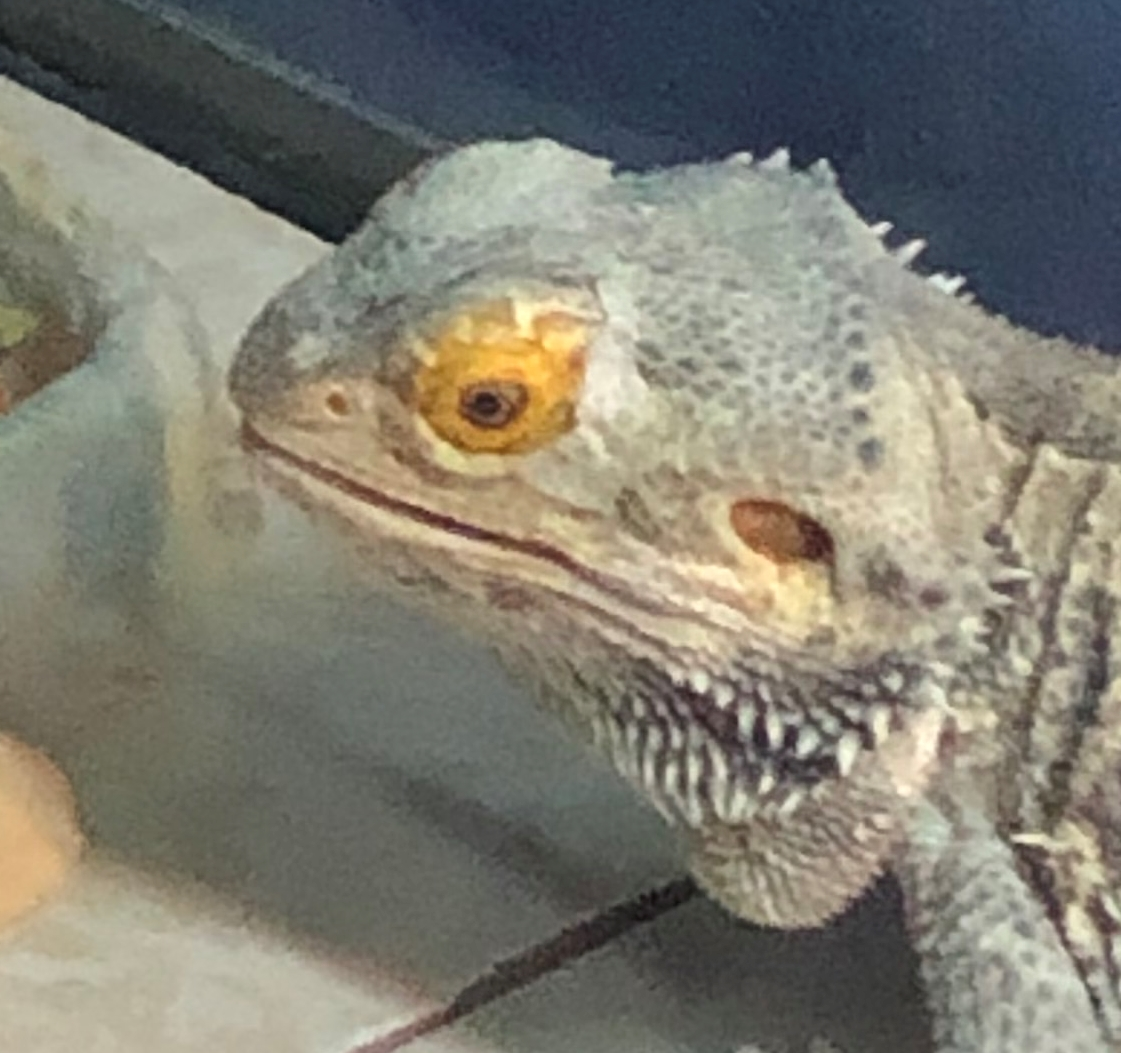
Un dragó barbut masculí mirant el seu menjar (fora de la pantalla)
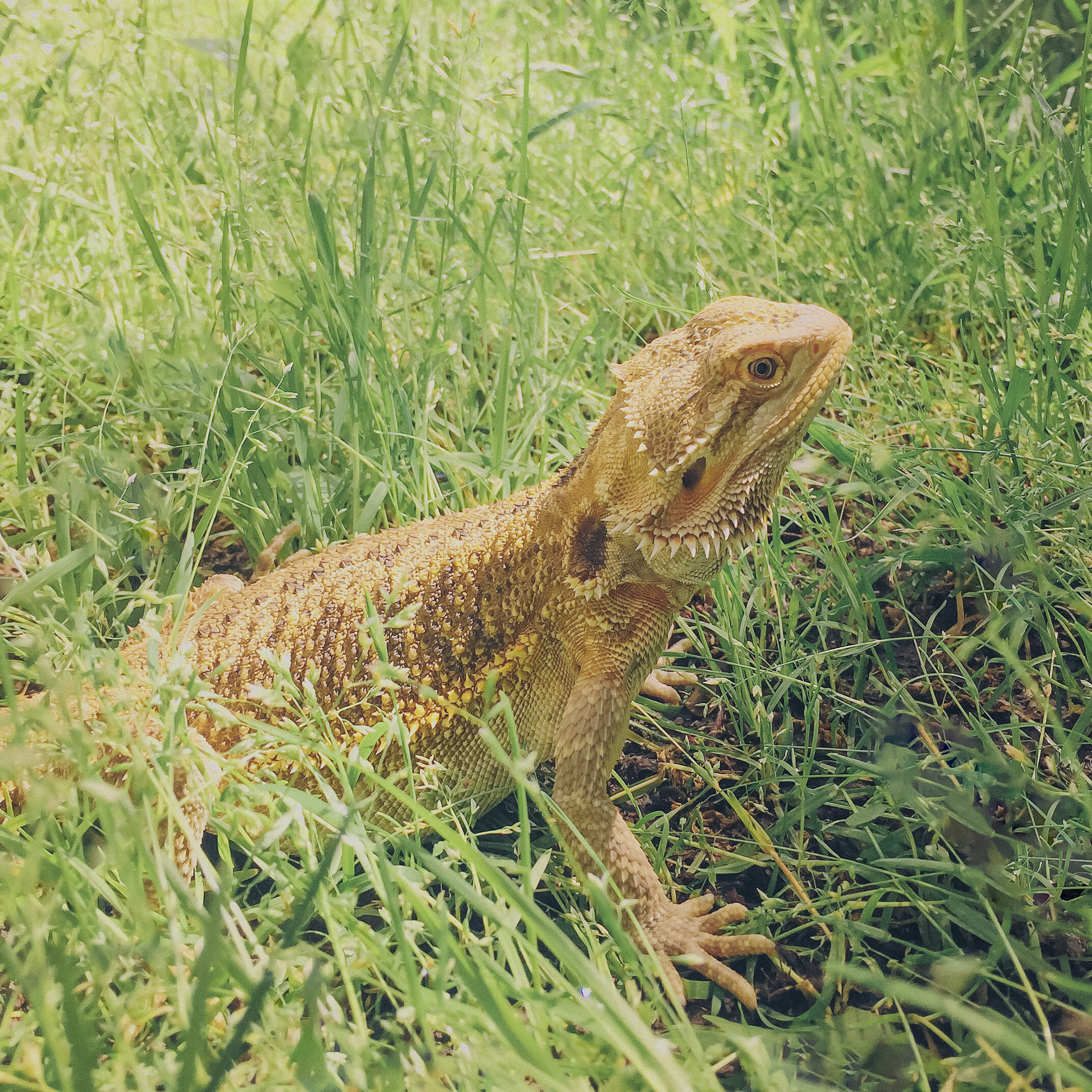
Dragó barbut en la natura
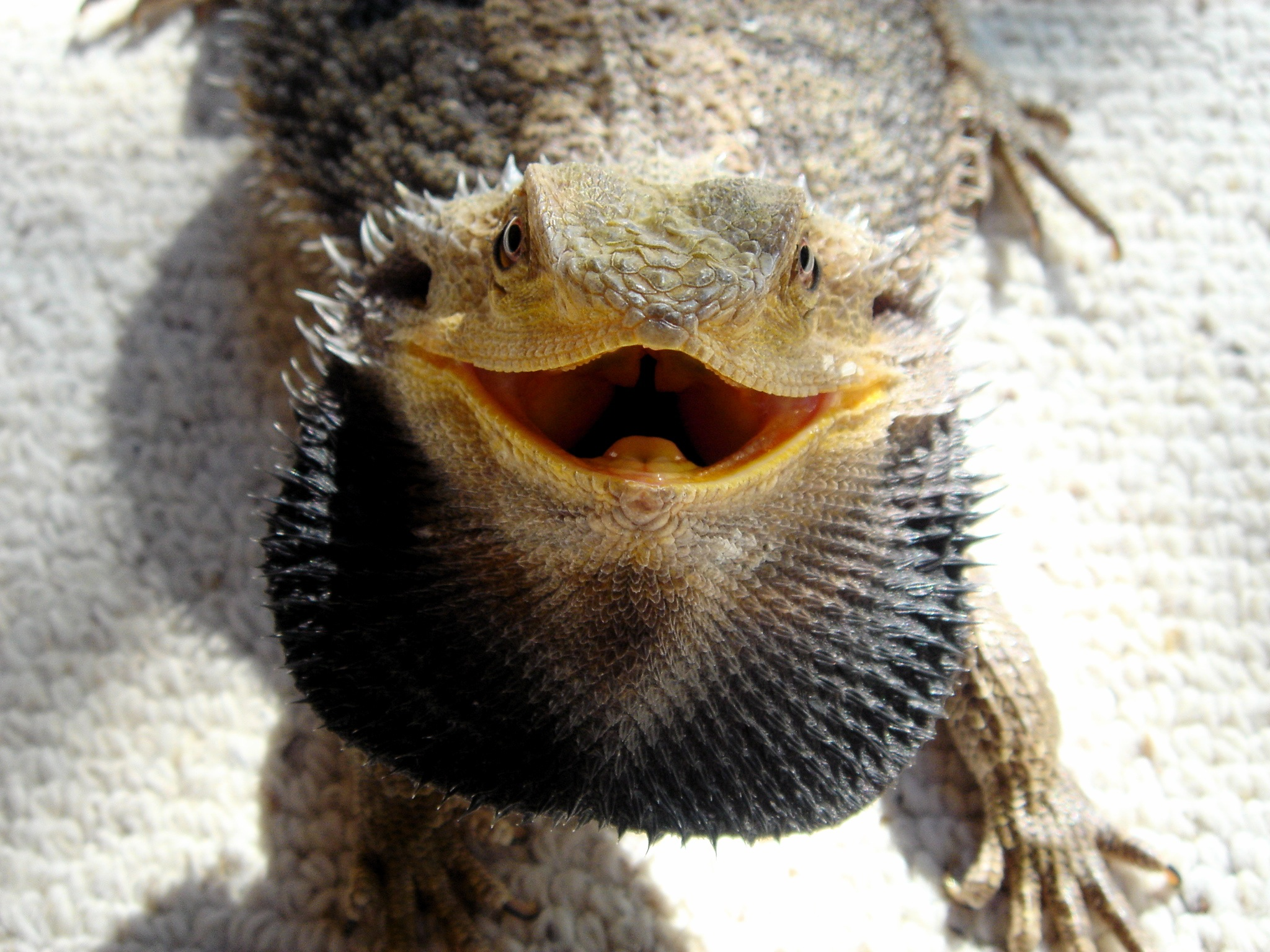
Dragó barbut amb la boca oberta
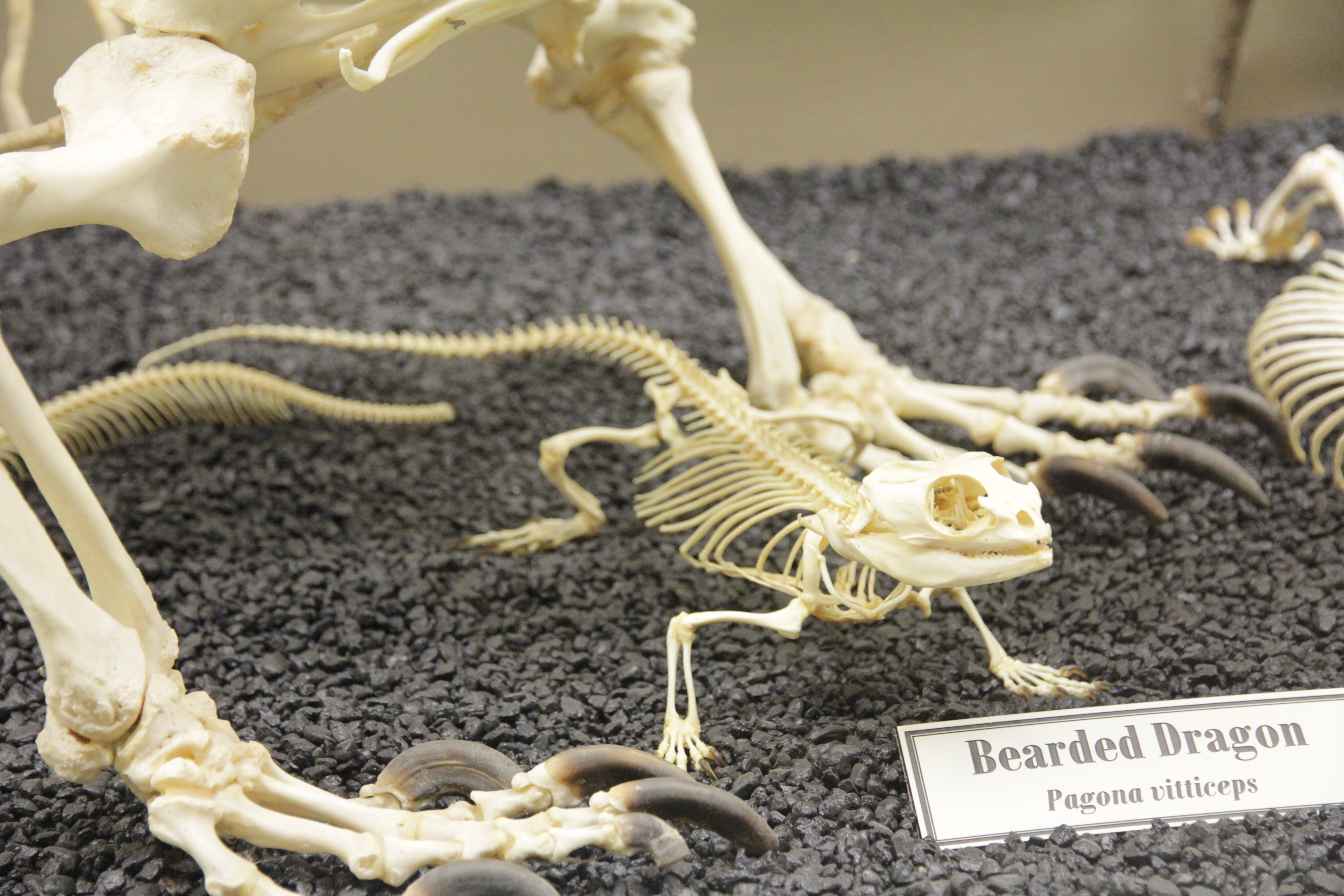
Esquelet al Museu d'osteologia d'Oklahoma City, Oklahoma, Estats Units